# 松永健

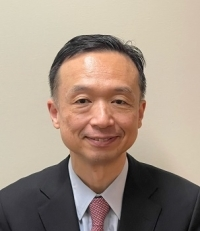
外務省より公表された公式肖像画像

松永 健（まつなが たかし、昭和41年2月4日 -）は、日本の外交官。

## 人物
東京都出身。1991年3月に一橋大学法学部卒業後、外務省入省。在バングラデシュ大使館公使、国際連合日本政府代表部公使、在ロシア大使館公使等を経て、2023年12月より在トロント総領事を務める。

## 略歴
- 平成3年4月　外務省入省
- 平成16年12月　国際連合日本政府代表部 一等書記官
- 平成18年7月　国際連合日本政府代表部 参事官
- 平成20年8月　経済局政策課 企画官 兼 経済局経済連携課南東アジア経済連携協定交渉室長（～2000年9月まで）
- 平成22年8月　大臣官房国際報道官
- 平成23年8月　内閣官房内閣情報調査室 内閣参事官
- 平成26年8月　外務省在バングラデシュ日本国大使館 参事官
- 平成27年7月　在バングラデシュ日本国大使館 公使
- 平成29年8月　国際連合日本政府代表部 公使
- 令和2年7月　在ロシア日本国大使館 公使
- 令和5年12月　在トロント日本国総領事館 総領事

## 同期
- 有馬裕（23年北米局長・22年南部アジア部長・21年大臣官房審議官（大使））
- 石月英雄（24年国際協力局長）
- 内田浩行（22年ストラスブール総領事）
- 大鶴哲也（22年内閣総理大臣秘書官）
- 小川秀俊（23年コンゴ民主共和国大使）
- 北川克郎（24年欧州局長）
- 河邉賢裕（23年総合外交政策局長・22年北米局長・21年在米国大使館公使）
- 島田丈裕（24年在米国大使館公使・22年儀典長・21年大臣官房総括担当審議官兼公文書監理官）
- 髙橋良明（24年バンクーバー総領事）
- 橋場健（23年スポーツ庁審議官・21年リオデジャネイロ総領事）
- 御巫智洋（24年次席国連大使・22年国際法局長）
- 實生泰介（22年大臣官房審議官（アジア大洋州局、アジア大洋州局南部アジア部担当担当））
- 毛利忠敦（24年ウラジオストク総領事）